# Bauernhausmuseum Bielefeld
Das Bauernhausmuseum Bielefeld ist ein Museum im Stadtbezirk Gadderbaum der ostwestfälischen Stadt Bielefeld im Bundesland Nordrhein-Westfalen. Das Museum liegt im Bielefelder Stadtwald und ist eines der ältesten Freilichtmuseen Westfalens.
2001 wurde das Museum bei der Verleihung der Auszeichnung Europäisches Museum des Jahres besonders empfohlen.

## Geschichte
Erstmals 1907 wurde die Errichtung des Museums vorgeschlagen. Die Stadtverordnetenversammlung stimmte dieser Überlegung am 25. Februar 1907 zu und bewilligte im Januar 1914 die Mittel für das Projekt. Die Stadt Bielefeld ließ das Museum ab 1915 auf Initiative des Historischen Vereins für die Grafschaft Ravensberg errichten. Das Museum ist eine der ersten Gründungen seiner Art in Europa und das älteste in Westfalen. Eröffnet wurde das Museum am 6. Juni 1917.
Das Hauptgebäude des Museums war das Haupthaus des Hofes Meier zu Ummeln von 1606 aus Bielefeld-Ummeln, das hierhin versetzt wurde. Es brannte jedoch 1995 samt Inventar infolge eines technischen Defektes ab und wurde 1999 durch das Haupthaus des Hofs Möllering aus Rödinghausen (Kreis Herford) ersetzt. Es handelt sich bei dem neuen Haus um ein Dreiständerhaus aus dem Jahr 1590. Seit der Wiedereröffnung wird im Bauernhausmuseum das ländliche Leben, Wohnen und Arbeiten um 1850 dargestellt. In den einzelnen Ausstellungsabteilungen werden funktionale und historische Zusammenhänge einer Hofwirtschaft im 19. Jahrhundert erläutert.
Erst zwanzig Jahre nach der Eröffnung des Museums entstand in den 1930er Jahren mit einer Bockwindmühle, einer Bokemühle und eines Spiekers eine freilichtmuseale Anlage, welche in den 1980er Jahren eine Erweiterung durch ein Backhaus und ein Bienenhaus erfuhr.
In der Nacht vom 22. auf den 23. Mai 1995 gab es einen Brand im Bauernhausmuseum. Dabei brannte das Hauptgebäude „Hof Meyer zu Ummeln“ vollständig ab, beim Spieker wurden der Dachstuhl und das obere Geschoss zerstört. Im Juni 1997 folgte die Grundsteinlegung für den Aufbau des Hofs Möllering und im September 1999 wurde das Museum wiedereröffnet.

## Ausstellungsabteilungen
In der Dauerausstellung werden der Hof Möllering (Haupthaus, 1590), ein Backhaus (1764), eine Bockwindmühle (1686), eine Bokemühle (1826) und der Spieker (1795) gezeigt. Daneben werden im Sonderausstellungsraum des Haupthauses regelmäßig wechselnde thematische Sonderausstellungen dargeboten.

### Hof Möllering
Das Haupthaus stellt ausgehend vom Leitgedanken „System Hof“ Aspekte ländlichen Lebens um 1850 dar. Hier wird die Aufgabe und Stellung eines jeden Hofbewohners und Nutztieres deutlich sowie deren wechselseitige Abhängigkeit voneinander. Ebenso wird der Einfluss von Wetter, Krankheit, Heirat und Tod auf die Produktivität in der damaligen Hofwirtschaft erläutert. Die Alltagswelt wird anhand von Möbeln und Geräten veranschaulicht.
Im Mittelpunkt des Haupthauses steht das offene Herdfeuer, das Wärme und Licht zur Verfügung stellte. Das Haus verfügt zwar über keinen Schornstein, jedoch konservierte aufsteigender Rauch Fleisch und Würste und schützte vor Ungeziefer.
In der Esslucht ist zu sehen, in welcher Umgebung die Hofbewohner gemeinsam ihre Mahlzeiten einnahmen. Meistens kamen Brei, Grütze, Pfannkuchen und Suppen auf den Tisch. Der in der Erntezeit erwirtschaftete Lebensmittelüberfluss wurde nach Einsatz von Konservierungsmethoden im Vorratskeller gelagert.
Da neben der Landwirtschaft die Garn- und Leinenproduktion von Bedeutung war, befindet sich im Hof Möllering eine Webkammer. Die Textilien wurden sowohl zum Eigenbedarf als auch zum Verkauf verwendet. In den Wintermonaten wurde auch die (Wohn-)Stube genutzt, um Flachs zu verspinnen.

### Backhaus
Auch heute ist der Ofen im Backhaus funktionstüchtig. „Ein harter, schwarzer klebriger Stein“, so beschrieb der französische Philosoph Voltaire das in Ravensberg beliebte Brot, das Pumpernickel. Im Backhaus wurde das Brot, wie z. B. das genannte Pumpernickel, auf Vorrat gebacken. Je nach Anzahl der Hofbewohner musste etwa alle zwei bis vier Wochen gebacken werden. Vor dem Backen musste das Feuer im Ofen ca. sechs bis acht Stunden lang brennen. Als Brennmaterial kam meistens Holz zum Einsatz. Wenn die Brote aus dem Ofen kamen, wurde die Restwärme des Ofens häufig noch zu anderen Zwecken benutzt, z. B. für Kuchen oder Feingebäck.
Thematisiert wird hier zudem die lang anhaltende Hungerkrise Mitte des 19. Jahrhunderts im Ravensberger Land. 1824 leiteten ungünstige Witterungsverhältnisse eine Ernährungskrise ein, die zusammen mit weiteren Faktoren katastrophale Auswirkungen auf die Menschen in der Region hatte. Damit nahm eine Katastrophe ihren Anfang, die bis zum Ende der 1840er Jahre anhielt und für die Menschen Hunger, Not und Elend bedeutete.

### Bockwindmühle

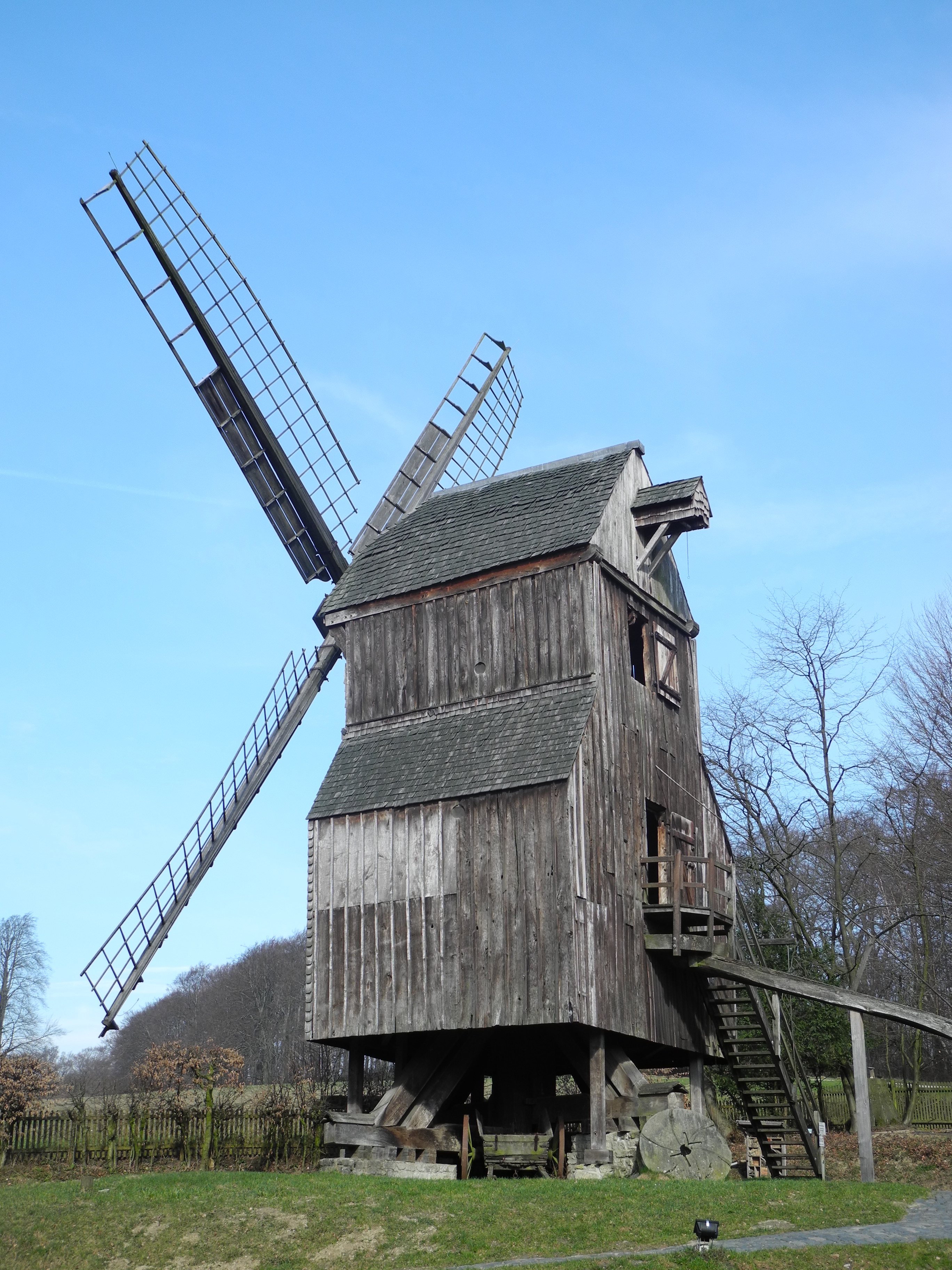
Bockwindmühle

Die Mühle diente zur Gewinnung von Mehl bzw. Schrot. Es bestand ein Abhängigkeitsverhältnis zwischen Bauer und Müller, denn ohne die Expertenkenntnisse und Arbeitskraft des Müllers wurde das Getreide des Bauers nicht zu Brot. Auf der anderen Seite konnte der Müller seine Arbeit nur dann ausführen, wenn dieser Getreide vom Bauer erhielt. Der Müller war mit seiner Arbeit vom Wetter abhängig, denn waren die Windverhältnisse schlecht, konnte er nicht arbeiten. Bei Windrichtungswechsel musste die Windmühle, das gesamte Mühlengehäuse in den Wind gedreht werden; es ist auch heute noch drehbar. Damit die Mühle ihre Stabilität bewahrt, ruht sie auf einem schweren Holzgestell, dem Bock. Der einzige Drehpunkt des Mühlengehäuses befindet sich an der Stelle, wo auf dem oberen Teil des sogenannten Hausbaumes ein mächtiger Querbalken aufsitzt.
Waren die Wetterbedingungen lang anhaltend schlecht, so dass der Müller nicht mahlen konnte, musste mit einer handbetriebenen Schrotmühle gemahlen werden. Eine Handmühle für museumspädagogische Zwecke ist im Bauernhausmuseum ausgestellt.
2015 wurden das Gehäuse und die Flügel der Bockwindmühle erneuert.

### Bokemühle
Die Bokemühle wurde bei der Herstellung von Leinen aus dem Rohstoff Flachs genutzt. Der Flachs wurde unter den Hämmern der Mühle weichgeklopft. Das Hammerwerk der Mühle wurde von einem Pferd angetrieben, weshalb diese auch Rossmühle genannt wird. Heutzutage gibt es nur noch zwei Mühlen dieses Typs in der Region, wobei die Bokemühle die ältere ist.

### Spieker
Ursprünglich wurde das Obergeschoss des Spiekers als Lager für wertvolles Saatgut genutzt. Heute sind zwei Ausstellungen in dem Haus untergebracht. Im Erdgeschoss verdeutlichen Dokumente im Kontrast zu idyllischen Abbildungen die Probleme alter Menschen im 19. Jahrhundert. Im Obergeschoss wird thematisiert, welche Abgaben und Dienste die ansässigen Bauern ihrem Grundherren erbringen mussten und wie die Bauern mühsam versuchten, diese Abgaben aufzuheben.

## Sonstiges

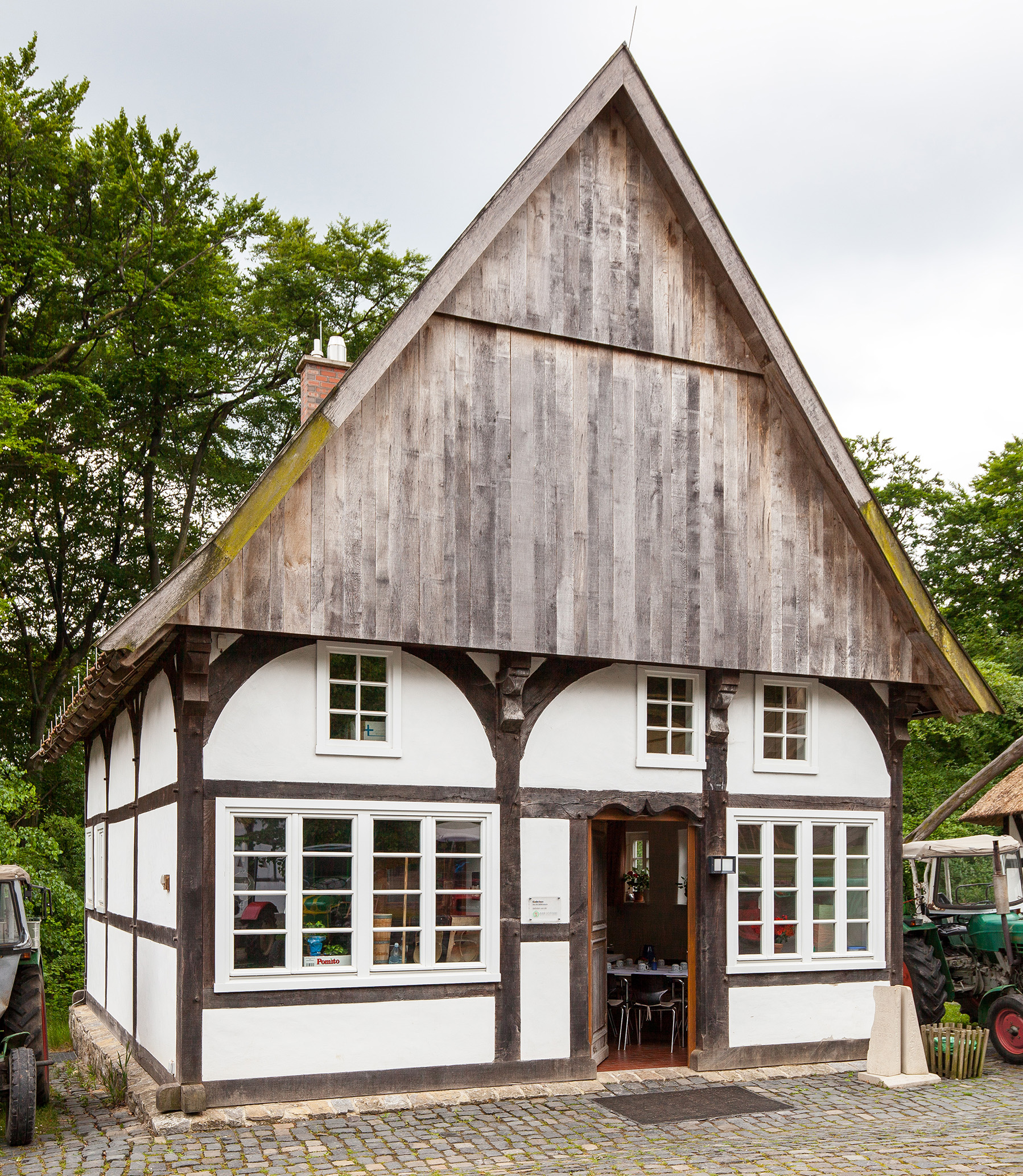
Tagelöhnerhaus von 1568 (Kinderhaus)

### Kinderhaus
In der neu konzipierten Ausstellung sind Kinder besonders willkommen. Seit 2007 steht ihnen sogar ein eigenes Haus zur Verfügung, d. h. ein Gebäude für die museumspädagogische Arbeit. Themenbezogene Mitmach-Workshops wie z. B. „Buttern“ oder „Lappenpickert backen“ werden hier durchgeführt. Das Kinderhaus ist ein ehemaliges Schiffer- und Fischerhaus aus dem Jahre 1568 und stand ursprünglich in Vlotho.
Dort als Haus Casselmann bekannt, war es bis zu seinem Abbau im Zuge der Stadtsanierung Ende der 1960er Jahre das älteste bekannte Wohnhaus in Vlotho. Zudem sind zwei Fachwerkgebäude aus dem Jahr 1570 zu nennen.

### Gärten und Bienenhaus
Besucher haben die Möglichkeit, einen ländlichen Ziergarten sowie Nutzgärten kennenzulernen. Die Konzeption des Ziergartens orientiert sich an populären Vorstellungen von ländlichen Ziergärten des 18. und 19. Jahrhunderts. Hier besteht die Möglichkeit, historisch gewordene Zier- und Nutzpflanzen kennenzulernen.
Außerdem ist ein Bienenhaus (1900) zu sehen, da Honig neben Rohrzucker aus Übersee und dem aus der Zuckerrübe gewonnenen Zucker das preiswertere Süß- und Heilmittel war. Bienenwachs diente des Weiteren als Rohstoff für Kerzen. Heute wird weiterhin Honig im Bienenhaus hergestellt.

### Feiern und Café
Das Bauernhausmuseum verfügt über ein Café, in dem westfälische Gerichte, wie z. B. der Pickert, gespeist werden können. Ferner werden neben kalten und warmen Getränken selbst gemachte Kuchen und Torten angeboten.
Für Feierlichkeiten stellt das Museum den passenden Rahmen dar, um die Gäste in einem besonderen Ambiente zu empfangen.

### Museumssammlungen
Von der Museumssammlung wird nur ein Teil in der Dauerausstellung gezeigt. Die Exponate wie Möbel, hölzerne Arbeitsgeräte, Keramik oder Kleidung stammen gemäß dem lokalen Sammelauftrag fast ausschließlich aus dem näheren Umkreis von Bielefeld.